# Chelonarium fornix
Chelonarium fornix is een keversoort uit de familie Chelonariidae. De wetenschappelijke naam van de soort is voor het eerst geldig gepubliceerd in 1947 door Blackwelder.